# Orange (Californië)
Orange is een stad in Orange County in de Amerikaanse staat Californië en telt 128.821 inwoners. Het is hiermee de 164e stad in de Verenigde Staten (2000). De oppervlakte bedraagt 60,6 km², waarmee het de 207e stad is.
Orange ligt ten zuiden van Los Angeles, ongeveer 20 minuten rijden, ten noorden van San Diego. Er is veel toerisme, vooral voor de Disney Studio’s en de stranden.
De plaats ligt in Orange County, Californië.

## Demografie
Van de bevolking is 9,6 % ouder dan 65 jaar en bestaat voor 19,5 % uit eenpersoonshuishoudens. De werkloosheid bedraagt 2,4 % (cijfers volkstelling 2000).
Ongeveer 32,2 % van de bevolking van Orange bestaat uit hispanics en latino's, 1,6 % is van Afrikaanse oorsprong en 9,3 % van Aziatische oorsprong.
Het aantal inwoners steeg van 110.641 in 1990 naar 128.821 in 2000.

## Klimaat
In januari is de gemiddelde temperatuur 14,1 °C, in juli is dat 22,6 °C. Jaarlijks valt er gemiddeld 311,7 mm neerslag (gegevens op basis van de meetperiode 1961-1990).

## Plaatsen in de nabije omgeving
De onderstaande figuur toont nabijgelegen plaatsen in een straal van 16 km rond Orange.

## Bekende inwoners van Orange

### Geboren
- Bryan O'Connor (1946), astronaut
- Dianne de Leeuw (1955), Nederlands kunstrijdster
- Mike Pompeo (1963), politicus
- Elaine Youngs (1970), beachvolleyballer
- Higgins X-13 (1972), muzikant
- Hunter Mahan (1982), Ryder Cup-speler

### Woonachtig (geweest)
- Corrie ten Boom, Nederlandse horlogemaakster, evangeliste, auteur en verzetsstrijdster tijdens de Tweede Wereldoorlog. Zij is in 1976, toen ze al hoogbejaard was, in Orange gaan wonen en is daar in 1983 ook overleden.

### Overleden
- Hettie Dyhrenfurth (1892-1972), Duits-Zwitserse alpiniste en olympische prijswinnares
- Lance Larson (1940-2024), zwemmer